# Буревестник (Самарская область)
 Буревестник — поселок в Богатовском районе Самарской области. Входит в состав сельского поселения Виловатое.

## География
Находится на западном берегу озера Верхнее Елховое на расстоянии примерно 4 километров по прямой на юг от районного центра села Богатое.

## Население
Постоянное население составляло 57 человек (русские 95%) в 2002 году, 21 в 2010 году.